# La Cotinière
La Cotinière est un village sur la côte ouest de l'île d'Oléron. Il fait partie de la commune de Saint-Pierre-d'Oléron, dans le département de la Charente-Maritime. Gros bourg ramassé autour de son port de pêche (l'un des plus importants du département), sur la côte ouest de l'île d'Oléron, il compte 896 habitants en 2008, appelés « Cotinards ». 
Appartenant au midi atlantique, au cœur de l'arc atlantique, l'île peut être rattachée à deux grands ensembles géographiques, le Grand Ouest français et le Grand Sud-Ouest français.

## Description
L'habitat s'organise autour du port, premier port de pêche artisanale de la Charente-Maritime, 7e port national dans cette catégorie et un des cinq premiers ports français pour certaines espèces, dont la crevette - La Cotinière a été le premier port crevettier pendant de nombreuses années, avant de céder cette place. Quelque trois cents marins pêcheurs y travaillent, rapportant près de 5 200 tonnes de poisson par an avec environ 90 espèces représentées dont les principales sont la seiche, le maigre, le céteau, la langoustine, la sole, la lotte et la raie. 
Près de 50 % de la production nationale de céteau, poisson endémique du golfe de Gascogne, provient de la criée de La Cotinière qui en fournit 400 tonnes/an,. Le port est également spécialisé dans les poissons nobles (soles, bars, lottes) mais aussi certains crustacés (crevettes et langoustines) ainsi que les sardines. La pêche à la sardine est une tradition. Elle fut une importante source de revenus au début du XIXe siècle : préparées en conserve, les « cotinardes » étaient ensuite exportées vers le continent. Cette pêche,un temps tombée en désuétude, est de nouveau valorisée de nos jours.
L'économie est tout naturellement tournée vers les activités maritimes (criée, pêcheries, ateliers de réparation de bateaux) mais aussi touristiques (hôtels, restaurants, ainsi qu'un petit aquarium). Le centre du bourg abrite de nombreux commerces, un marché, différentes annexes des services publics, un office du tourisme, une école et une église. Cette dernière apparaît comme un monument majeur de la petite cité. Construite en 1966, elle abrite des vitraux de grands maîtres du XXe siècle, tels Henri Martin-Granel. Le bleu intense des verrières est un hommage aux marins disparus en mer, auxquels un autel est consacré. Autre symbole de La Cotinière, son phare peint en blanc et rouge qui délimite l'entrée du port.
La Cotinière est dotée d'une plage, orientée plein ouest. Sa situation la rend moins vulnérable aux forts courants qui caractérisent la côte occidentale oléronaise. Le site est aussi un spot de skimboard.

## Climat
Le climat est de type océanique aquitain : la pluviométrie est relativement élevée en automne et en hiver et les hivers sont doux. L'été reste tempéré grâce à la brise marine. Deux vents venant de l'océan, le noroît et le suroît, soufflent sur les côtes du département. L'ensoleillement de la côte charentaise est très important : avec 2 250 heures par an, il est comparable à celui que connaît une partie de la côte méditerranéenne.

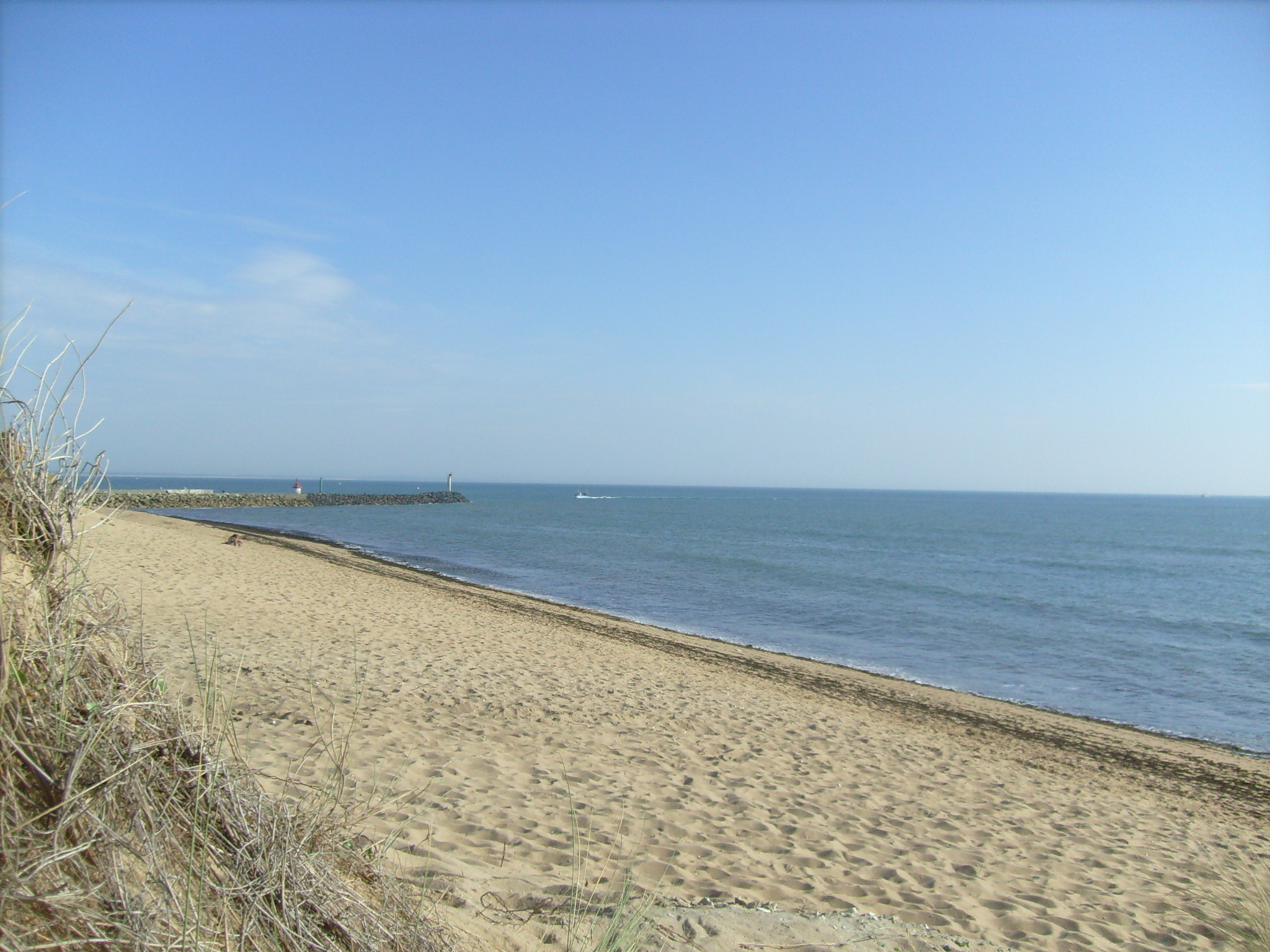
La plage de La Cotinière, exposée plein ouest

Les relevés de la station météorologique de La Rochelle entre 1946 et 2000 permettent de déterminer quelques dates majeures au point de vue climatique en Charente-Maritime. Durant cette période, la température la plus froide est relevée le 15 février 1956 : -13,6 °C.

Un pic de température (dépassé au cours de la canicule de 2003) est atteint le 8 juillet 1982 avec près de 39 °C à l'ombre.

Si 1953 est considérée comme l'année la plus sèche, 2000 est au contraire la plus pluvieuse.
La Charente-Maritime est le département français le plus durement touché par la tempête Martin du 27 décembre 1999. Les records nationaux de vents enregistrés sont atteints avec 198 km/h au nord de l'île d'Oléron (station de la pointe de Chassiron). D'importants dégâts matériels sont relevés dans le bourg (chute d'arbres, toitures arrachées, réseaux électriques et téléphoniques endommagés, infrastructures routières coupées).
Un an après le passage de la tempête Klaus (janvier 2009), la commune est sévèrement touchée par la tempête Xynthia (février 2010). Des rafales de vent atteignant les 140 km/h sont relevées sur l'île. Quelques dégâts ont été relevés à La Cotinière : mobilier urbain endommagé, toitures abîmées... Le parement de plusieurs routes a été endommagé, ainsi que des quais et des digues où des brèches sont apparues. Enfin, la zone technique du port a également souffert des intempéries.

### Données générales
| Ville             | Ensoleillement · (h/an) | Pluie · (mm/an) | Neige · (j/an) | Orage · (j/an) | Brouillard · (j/an) |
| ----------------- | ----------------------- | --------------- | -------------- | -------------- | ------------------- |
| Médiane nationale | 1 852                   | 835             | 16             | 25             | 50                  |
| La Cotinière      | 2250                    | 755             | 4              | 13             | 26                  |
| Paris             | 1 717                   | 634             | 13             | 20             | 26                  |
| Nice              | 2 760                   | 791             | 1              | 28             | 2                   |
| Strasbourg        | 1 747                   | 636             | 26             | 28             | 69                  |
| Brest             | 1 555                   | 1 230           | 6              | 12             | 78                  |
| Bordeaux          | 2 070                   | 987             | 3              | 32             | 78                  |

| Mois                              | jan. | fév. | mars | avril | mai  | juin | jui. | août | sep. | oct. | nov. | déc. | année |
| --------------------------------- | ---- | ---- | ---- | ----- | ---- | ---- | ---- | ---- | ---- | ---- | ---- | ---- | ----- |
| Température minimale moyenne (°C) | 3,4  | 2,8  | 5,4  | 7,4   | 10,7 | 13,7 | 15,8 | 15,7 | 13,7 | 10,5 | 6,3  | 3,9  | 9,2   |
| Température moyenne (°C)          | 5,9  | 6,9  | 8,7  | 11,1  | 14,3 | 17,5 | 19,8 | 19,6 | 17,8 | 14,2 | 9,4  | 6,6  | 12,7  |
| Température maximale moyenne (°C) | 8,5  | 9,9  | 12,1 | 14,7  | 17,9 | 21,3 | 23,8 | 23,5 | 21,8 | 18   | 12,6 | 9,2  | 16,1  |
| Ensoleillement (h)                | 84   | 111  | 174  | 212   | 239  | 272  | 305  | 277  | 218  | 167  | 107  | 85   | 2 250 |
| Précipitations (mm)               | 82,5 | 66,1 | 57   | 52,7  | 61,1 | 42,9 | 35,1 | 46,4 | 56,5 | 81,6 | 91,8 | 81,8 | 755,3 |

## Toponymie
Demeure ou propriété d’un gallo-romain nommé Cottinus.

## Histoire

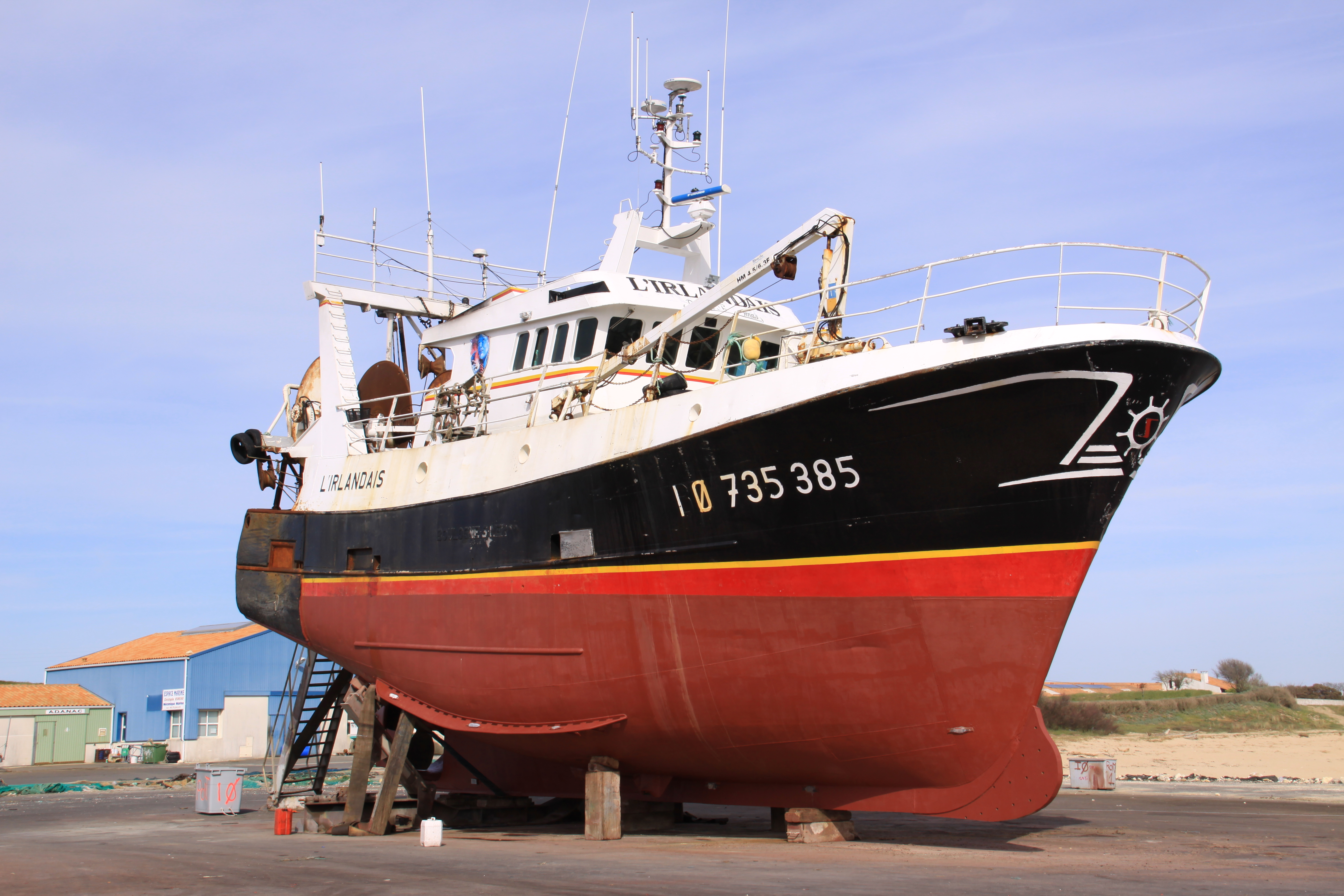
Un chalutier hauturier en réparations sur le port de La Cotinière

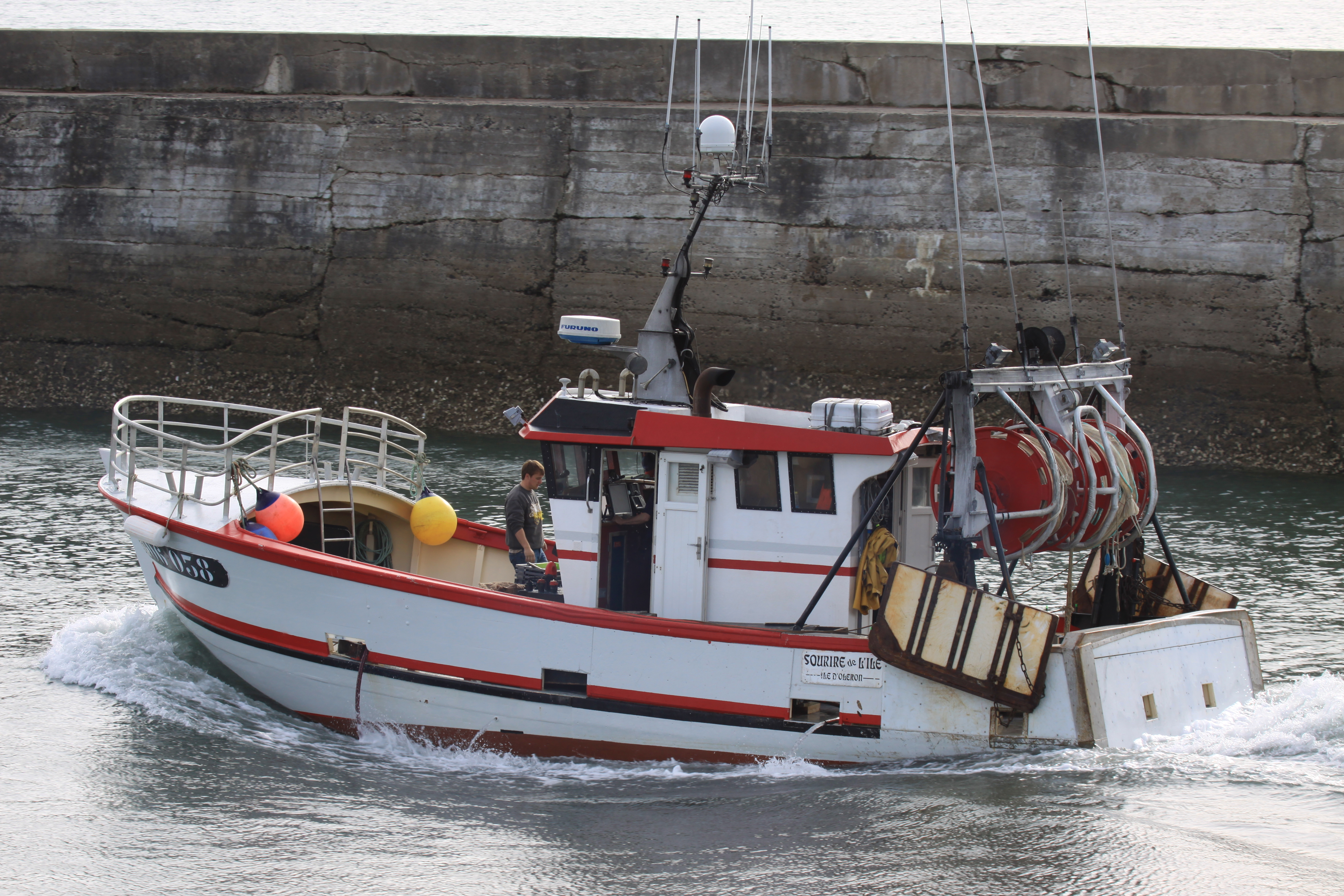
Départ d'un chalutier pour la pêche

Jusqu'au début du XIXe siècle, La Cotinière n'est qu'un havre naturel de la côte oléronaise, protégé par une paire d'écluses. Une digue de 135 mètres est édifiée en 1843 afin de renforcer ce petit port de pêcheur d'aspect encore fort modeste : seules sept chaloupes y sont amarrées ! 
À proximité du rivage, les hameaux de La Cotinière et du Colombier sont alors caractéristiques des « villages » traditionnels oléronais, avec leurs quelques maisons à un étage, auxquels s'ajoutent une chapelle d'origine médiévale, aujourd'hui recouverte par les sables éoliens. La jetée est agrandie en 1862, puis de nouveau en 1867. Un quai de trente mètres est bâti à la même époque. Ces efforts sont cependant ruinés par une violente tempête en 1870, qui met à bas tous ces ouvrages. Il faut attendre 1890 pour que l'ensemble soit reconstruit et que le phare vienne compléter ces infrastructures. La criée, quant à elle, est construite en 1910, alors que le port est en plein développement. Une conserverie est bâtie à la même époque ; on y produit des sardines, les « cotinardes ». Le dynamisme du bourg fait envisager son érection en commune indépendante en 1913, mais le projet reste lettre morte. L'année suivante, une nouvelle tempête entame les digues.
L'ancienne chapelle Saint-Nicolas ayant été ensevelie par les sables, les autorités ecclésiastiques font bâtir un nouvel édifice en 1957, rapidement victime de l'instabilité du sol : les murs s'écartent et le clocher s'affaisse, ce qui amène le maire à interdire l'accès au sanctuaire, qui finit par être détruit pour raisons de sécurité. Une nouvelle église est édifiée à partir de 1966.
Le port est agrandi en 1982 et la criée informatisée en 1987. Une zone artisanale est mise en place sensiblement à la même époque, et une usine à glace est construite,.

## Langue saintongeaise

Aire linguistique du Saintongeais

Le bourg de La Cotinière est située dans l'aire linguistique du saintongeais, un dialecte faisant partie de la famille des langues d’oïl, branche des langues romanes, qui comprend également le français, l’angevin le picard et le poitevin avec lequel il est souvent regroupé dans un domaine plus vaste, le poitevin-saintongeais.
Le saintongeais (saintonjhais) est la langue vernaculaire parlée dans les anciennes provinces d'Aunis, Saintonge et Angoumois. On l’appelle aussi le charentais ou encore le patois charentais. Les locuteurs sont dits « patoisants ».
Le saintongeais a fortement influencé l’acadien et en conséquence, par ricochet, le cadien ; quant au québécois, il a été influencé par les parlers tels que le normand, le francien et le saintongeais.
La langue saintongeaise présente de nombreux traits communs avec des langues telles que le cadien ou l'acadien, ce qui s'explique par les origines saintongeaises d'une partie des émigrants vers la Nouvelle-France au XVIIe siècle.

## Lieux et monuments

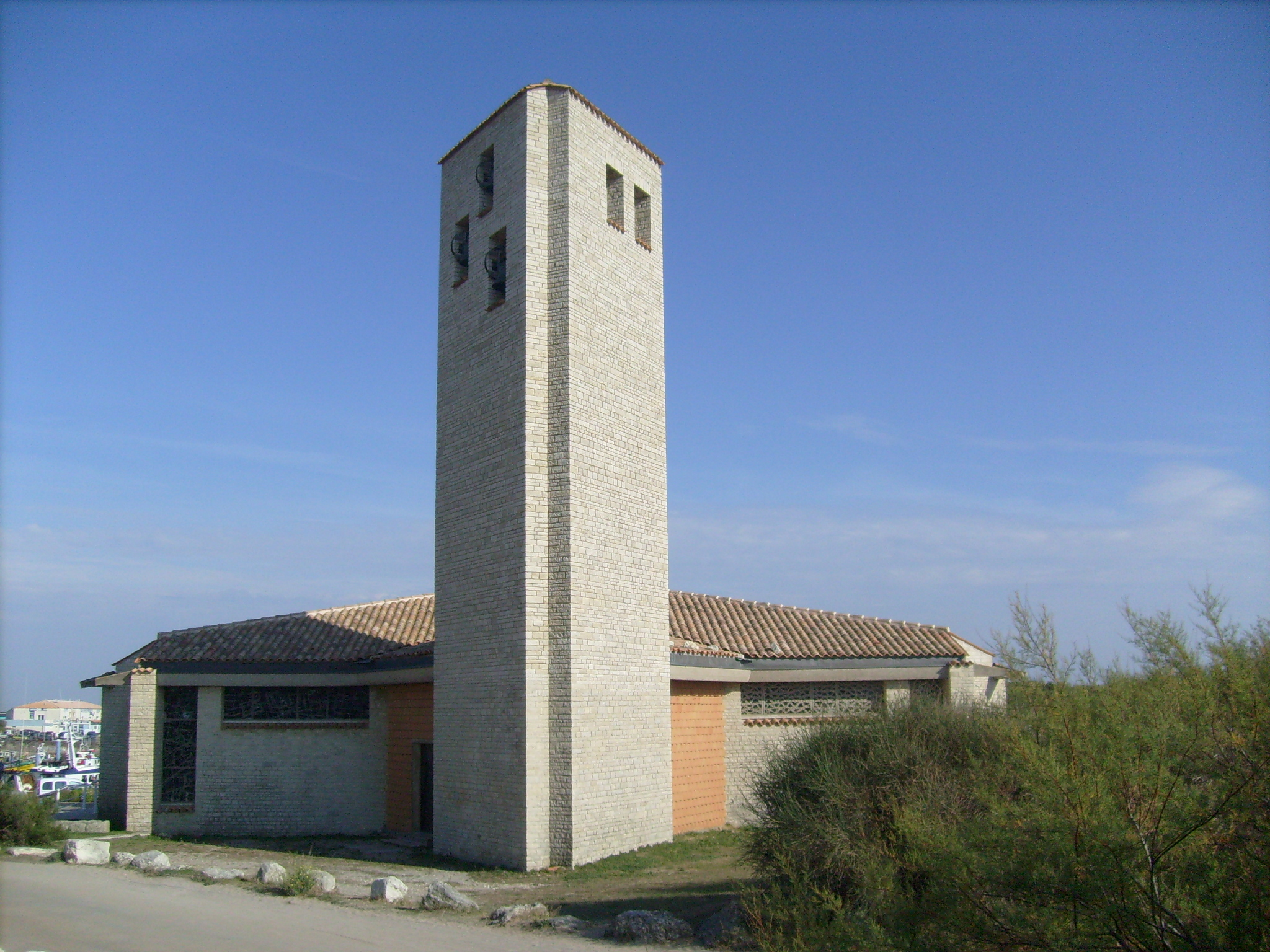
L'église Notre-Dame-et-Saint-Nicolas

- L'église Notre-Dame-et-Saint-Nicolas datant du XXe siècle.
- Le port de pêche.

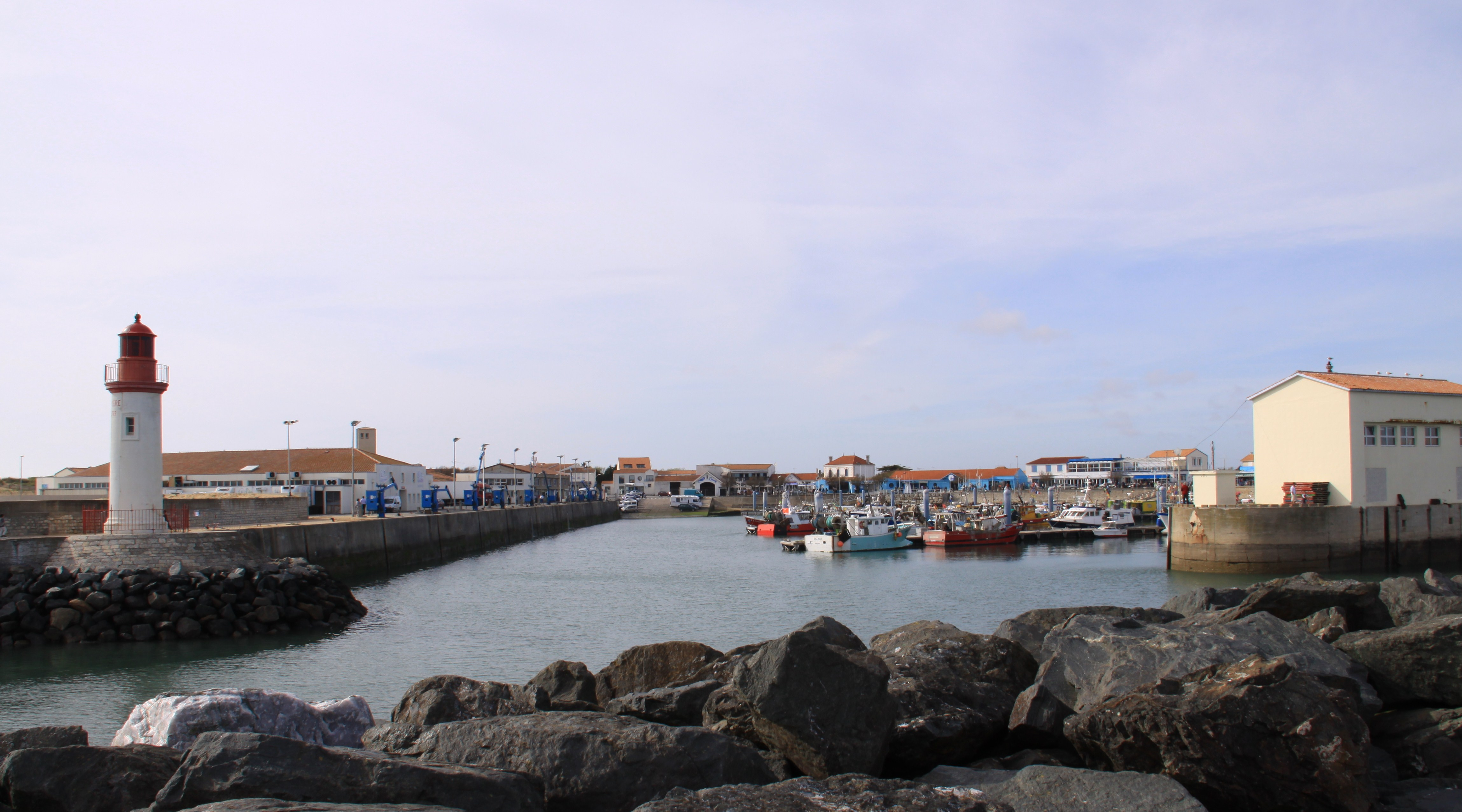
Le port
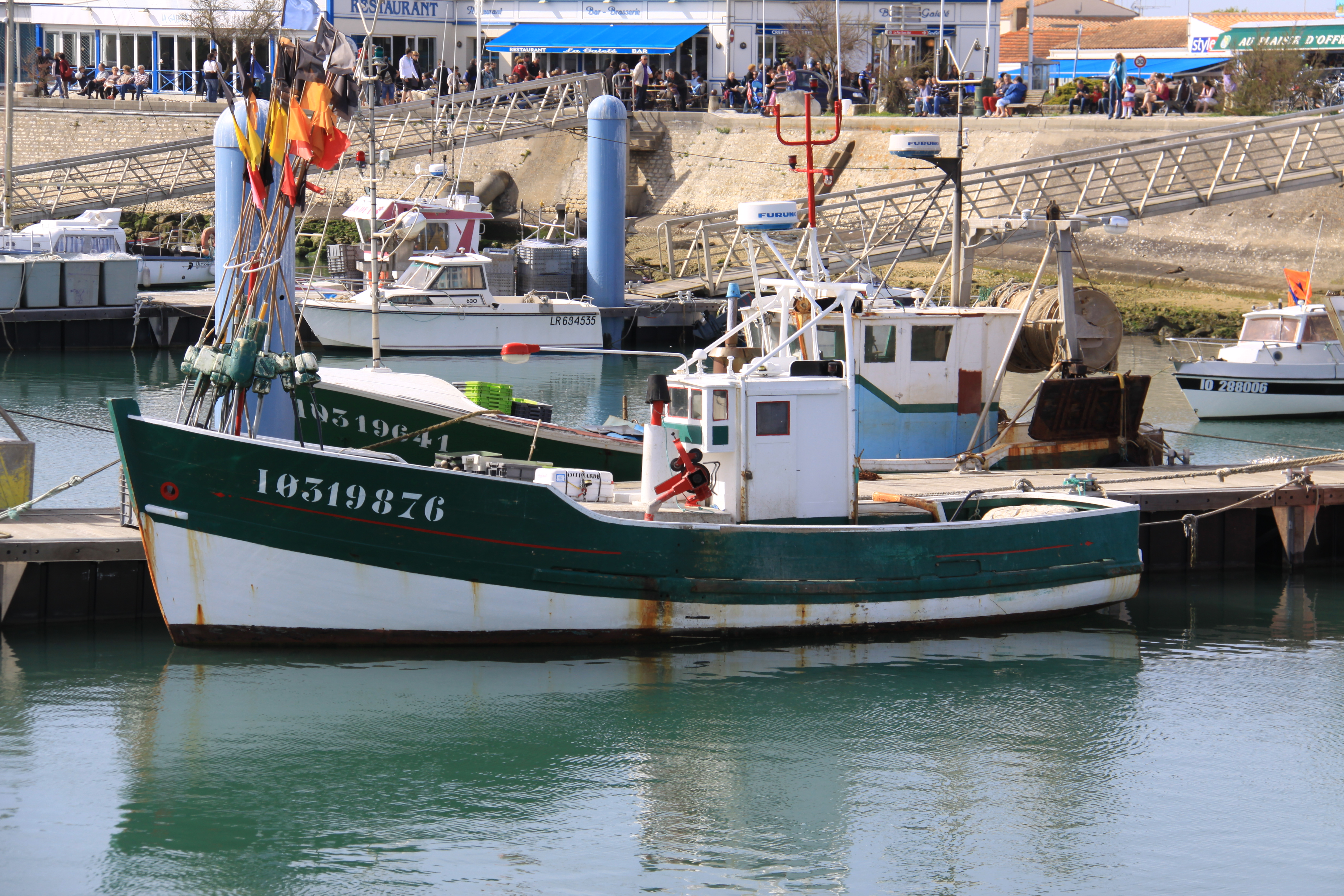
Un ligneur
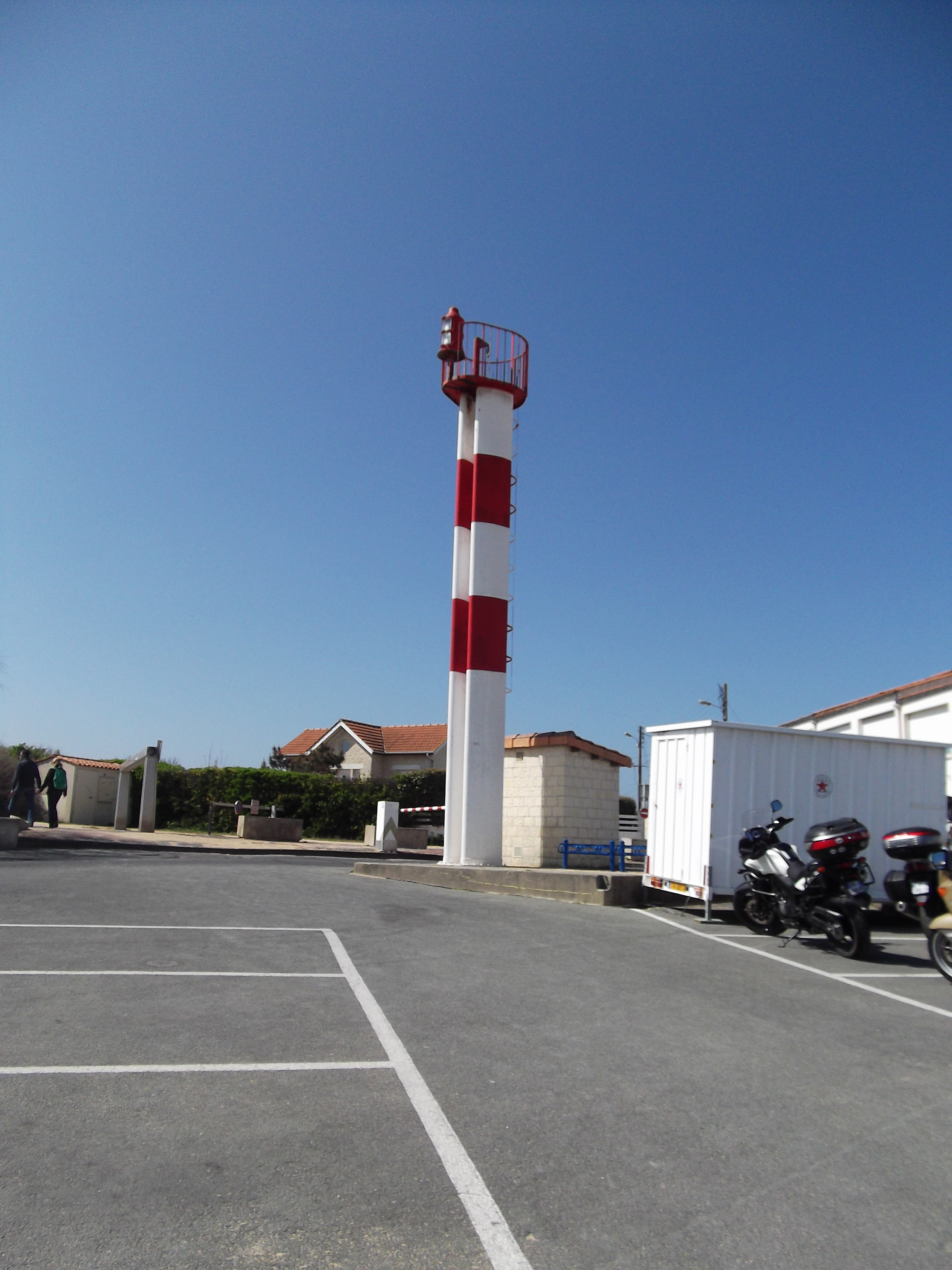
Feux de la Cotinière
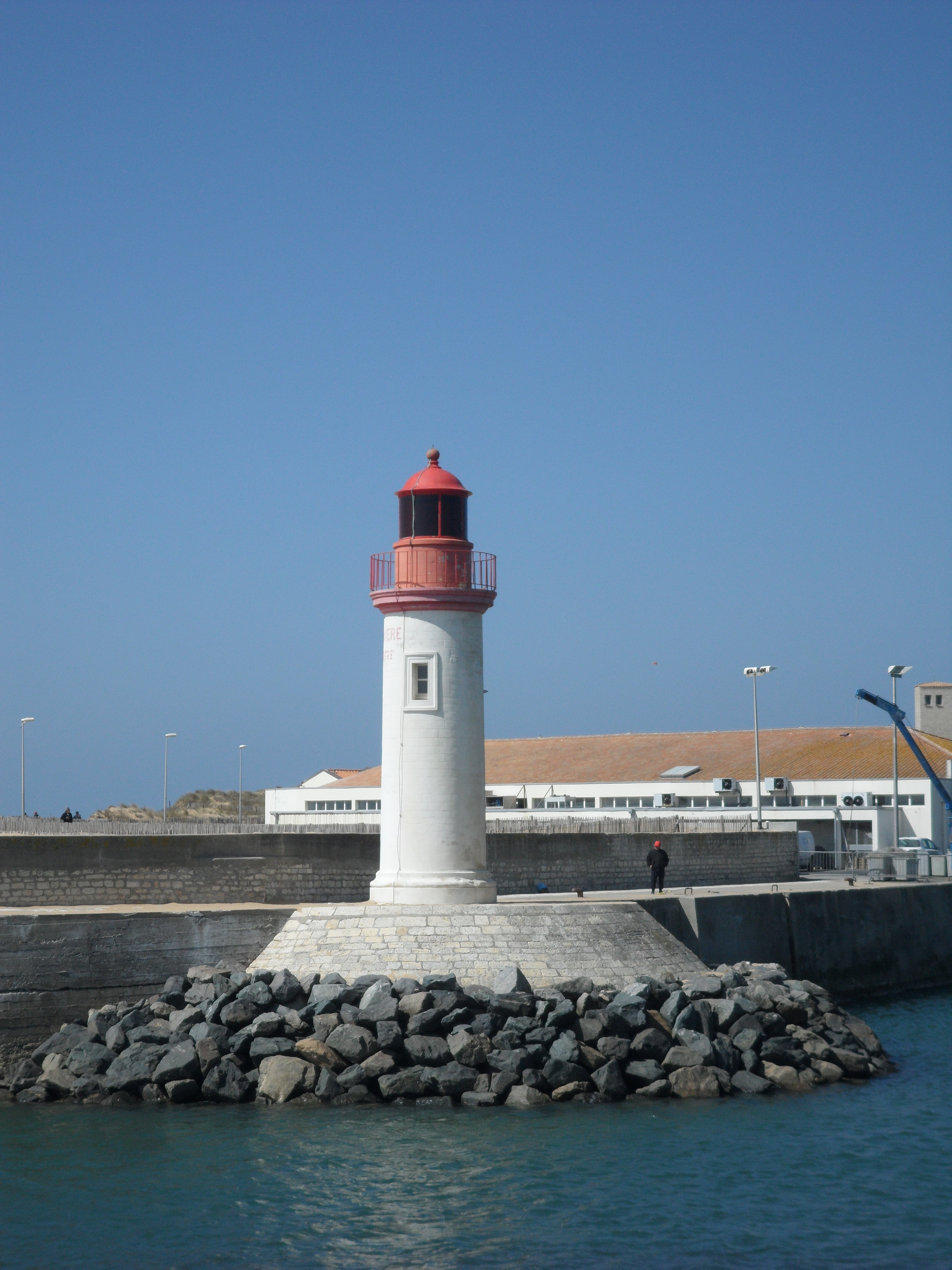
Phare la Cotinière